# IC 3813
IC 3813 est une galaxie lenticulaire située dans la constellation de l'Hydre. Sa vitesse par rapport au fond diffus cosmologique est de 3 576 ± 40 km/s, ce qui correspond à une distance de Hubble de 52,7 ± 3,7 Mpc (∼172 millions d'al). Elle a été découverte par l'astronome américain Lewis Swift en 1898.
À ce jour, trois mesures non basées sur le décalage vers le rouge (redshift) donnent une distance de 50,667 ± 10,813 Mpc (∼165 millions d'al), ce qui est à l'intérieur des valeurs de la distance de Hubble.

## Groupe d'ESO 507-25
Selon A. M. Garcia, IC 3813 fait partie du groupe d'ESO 507-25 Ce groupe de galaxies compte au moins 13 galaxies. Les autres galaxies du groupe sont NGC 4831, ESO 507-14, ESO 507-21, ESO 507-24, ESO 507-25, ESO 507-26, ESO 507-27, ESO 507-28, ESO 507-29, ESO 507-35, ESO 507-42 et ESO 507-62.